# San Miguel de Seren
San Miguel de Seren es un pueblo peruano ubicado en el distrito de Tambogrande, perteneciente a la provincia y departamento de Piura, al norte del Perú. 

## Ubicación
San Miguel de Seren se ubica al noroeste de la provincia de Piura, en el distrito de Tambogrande, en el departamento de Piura.

## Demografía
En 2017 San Miguel de Seren tenía una población de 1338 habitantes.
| Gráfica de evolución demográfica de San Miguel de Seren entre 1993 y 2017 |
|                                                                           |
| Fuentes: Población 1993 y 2017                                            |